# As Day Follows Night
As Day Follows Night è il terzo album in studio della cantautrice australiana Sarah Blasko. È stato prodotto da Bjorn Yttling, componente della band Peter, Bjorn e John e registrato all'inizio del 2009 a Stoccolma, in Svezia. È stato rilasciato in Australia il 10 luglio 2009. La realizzazione di As Day Follows Night è stata raccontata da Blasko sul suo blog.
Ai J Awards del 2009, l'album ha vinto il premio come album australiano dell'anno (Australian Album of the Year).

## Album
Per quanto riguarda agli argomenti dei testi dell'album, Blasko ha detto alla rivista Rolling Stone Australia: "La base è sicuramente la mia vita, ma mi piace portarla in una realtà intensificata. Mi piace l'idea del 'personaggio' nel disco. Mi piacciono i musical , mi piace che sia elegante."
Il primo singolo All I Want ha debuttato nel programma di Richard Kingsmill sulla stazione radio Triple J il 2 maggio 2009. Da allora sono stati pubblicati due singoli successivi No Turning back e We Won't Run. I Never Knew ha ricevuto una speciale promozione nel Regno Unito come singolo nell'agosto 2010.
È stata anche rilasciata un'edizione speciale, composta dall'album e da un disco bonus di Sarah che esegue alcune delle sue canzoni preferite dai film; contiene inoltre quattro carte magiche con i pennelli.

## Prestazione
L'album è stato nominato per l'ARIA Award 2009 come album dell'anno e ha vinto l'ARIA Award come miglior artista femminile. Il 4 dicembre 2009, le è stato assegnato il J Award di Triple J per l'album australiano dell'anno. Nell'ottobre 2010, è stato elencato alla posizione 19 nel libro dei 100 migliori album australiani (100 Best Australian Albums).
We Won't Run e All I Want sono entrati nella lista Triple J Hottest 100 per il 2009, arrivando rispettivamente alla posizione 28 e 29. We Won't Run è stata anche inclusa negli episodi pilota degli spettacoli della CW, The Secret Circle and Ringer
Over and Over contiene alcune righe della canzone dei Talking Heads Road To Nowhere.

## Tracce
1. Down on Love – 2:31
2. All I Want – 3:54
3. Bird on a Wire – 3:14
4. Hold on My Heart – 4:04
5. We Won't Run – 4:01
6. Is My Baby Yours? – 3:38
7. Sleeper Awake – 6:18
8. No Turning Back – 4:02
9. Lost & Defeated – 3:34
10. Over & Over (Blasko/David Byrne) – 3:59
11. I Never Knew – 4:11
12. Night & Day – 4:00